# Bárbara Caffarel
Bárbara Caffarel (n. Madrid; 1978) es una periodista, actriz y productora española

## Trayectoria profesional
Bárbara Caffarel estudió Periodismo y Comunicación Audiovisual. Después de trabajar como periodista durante varios años en el extranjero decidió comenzar sus estudios de interpretación en Madrid. Más tarde viajó a Los Ángeles donde se matriculó en la escuela Stella Adler y una vez de vuelta a España se dedicó de lleno a sus papeles en cine y teatro.
Actualmente compagina su trabajo como actriz con la productora Mi Trampolín Junto a su socio, Jorge Castaño, producen proyectos cinematográficos, gestionan las redes sociales de los artistas y ofrecen servicio de comunicación. Además trabaja como reportera para el programa cultural Déjate de Historias TV, canal fundado por María José Peláez Barceló.

## Trabajos

### Cine
Caffarel ha trabajado como actriz y guionista en el cortometraje Y de pronto desperté (2017)   junto a Emma Galán. En la gran pantalla aparece en El Señor Manolo (2014) bajo la dirección de Fernando Osuna Mascaró. En 2016 actúa como protagonista en el thriller El Pasado Nunca Muere  de Danny Nida y un año después es candidata al Premio Goya a mejor actriz protagonista por A Nuestros Héroes , de Alex Quiroga. En el año 2018 participa en la película Bernarda dirigida por Emilio Ruiz Barrachina en el papel de Martirio. Tres años más tarde, en año 2021, repite con el mismo director en Tristesse, en el papel de Anabel.

### Teatro
Su paso sobre las tablas destaca por su papel de Bernarda en La Casa de Bernarda Alba, una representación que obtuvo muy buenas críticas por su puesta en escena y que recorrió España desde la Sala Off de La Latina hasta el Teatro Victoria Eugenia de San Sebastián. Otras obras en las que ha participado en los últimos años son Femme Fatale y la Comedia de Carla y Luisa.
En 2023  estrena el Teatro Campoamor de Oviedo, La Comedia sin título de Federico García Lorca y dirigida por Emilio Barrachina. En esta obra da vida a Esperanza Rosales.

### Videoclips
Caffarel ha participado también en videoclips para artistas como Gremio DC. En su sencillo Nadie aparece junto a otros del sector como Fernando Esteso o Valentín Paredes.